# Ritesh Deshmukh
Ritesh Deshmukh, född 17 december 1978, i Latur, Indien, är en indisk skådespelare. Hans debutfilm var Tujhe Meri Kasam (2003). Ritesh Deshmukh är son till den indiske politikern Vilasrao Deshmukh.